# Apotetrastichus
Apotetrastichus (лат.) — род мелких хальциноидных наездников из подсемейства Tetrastichinae (Eulophidae). Встречаются в Европе, на Канарских островах и Мадейре. 3 вида.

## Описание
Мелкие наездники-эвлофиды, длина 1—2 мм. Край наличника двузубчатый. Щитик с боковыми бороздками.
Передние крылья без постмаргинальной жилки. Щит среднеспинки как правило имеет срединную продольную линию. Жвалы 3-зубчатые. Усики 12-члениковые (булава из 3 члеников, жгутик из 3 сегментов, аннелюс из 3-4 сегментов). Нижнечелюстные и нижнегубные щупики состоят из 1 членика. Паразитируют на минирующих бабочках (Gracillariidae, Nepticulidae), двукрылых (Agromyzidae), тлях (Aphididae). Близок к роду Peckelachertus, отличаясь расположением проподеальных дыхалец, удалённых от заднего края метанотума. Таксон Apotetrastichus был впервые описан в 1987 году британским энтомологом М. В. Грэхемом (Graham, M. W. R. de V.).
- Apotetrastichus contractus (Walker, 1872) — Канарские острова, Мадейра
- Apotetrastichus postmarginalis (Boucek, 1971) — Европа[6]
- Apotetrastichus sericothorax (Szelényi, 1973) — Европа
- =Apotetrastichus lesbiacus Graham, 1987